# Annika Jankell
Annika Hildegard Jankell, född 28 december 1961 i Vantörs församling, Stockholm, är en svensk programledare och journalist.

## Karriär
Annika Jankell inledde sin karriär som programledare för musikprogrammet Listan 1987–1990. 1990 bytte hon kanal och började som programledare på TV4, med Bluffmakarna, Liveshow, Direkt från Berns (med Anders Lundin) och Sommarvågen. 1996–1999 var Jankell programledare för TV4 Weekend, där hon intervjuade kända profiler inom kultur, nöje och näringsliv. 2000–2001 var hon chefredaktör för tidningen Föräldrar & Barn "Gravid". Mellan 2002 och 2009 arbetade hon som redaktör och skribent på SJs tidning Kupé.
Jankell blev den 12 januari 2003 programledare för Svensktoppen, i samband med att programmet införde nya regler. Bland annat upphävdes reglerna om att bara sånger med sång på svenska testas, och alla språk tilläts. I samband med regeländringarna avtog dansbandsdominansen alltmer, och kom istället att inriktas på vanlig pop och rock. Hon var även programledare i Melodifestivalen 2005. 2006–2012 arbetade hon som programledare på Nyhetsmorgon TV4.
Jankell gjorde sitt sista Svensktoppsprogram den 19 augusti 2007, och ersattes av Carolina Norén. 2007-2013 ledde hon det populärkulturella underhållningsprogrammet P4 Premiär i Sveriges Radio. I januari 2014 började hon leda talkshowen Jankell i P4.
Jankell var programledare för P4 plus 2021 och hon tog över som programledare för Melodikrysset från 20 augusti 2022, tillsammans med Anna Charlotta Gunnarson.
Innan Jankell blev programledare var hon balettdansare. Vid 20 års ålder fick hon dock problem med ett knä som stoppade danskarriären.[källa behövs]

## Familj
Tillsammans med skådespelaren Thorsten Flinck, som var hennes partner 1991–1996, har hon barnen Félice Jankell (född 1992) och Happy Jankell (född 1993).